# Циферблат

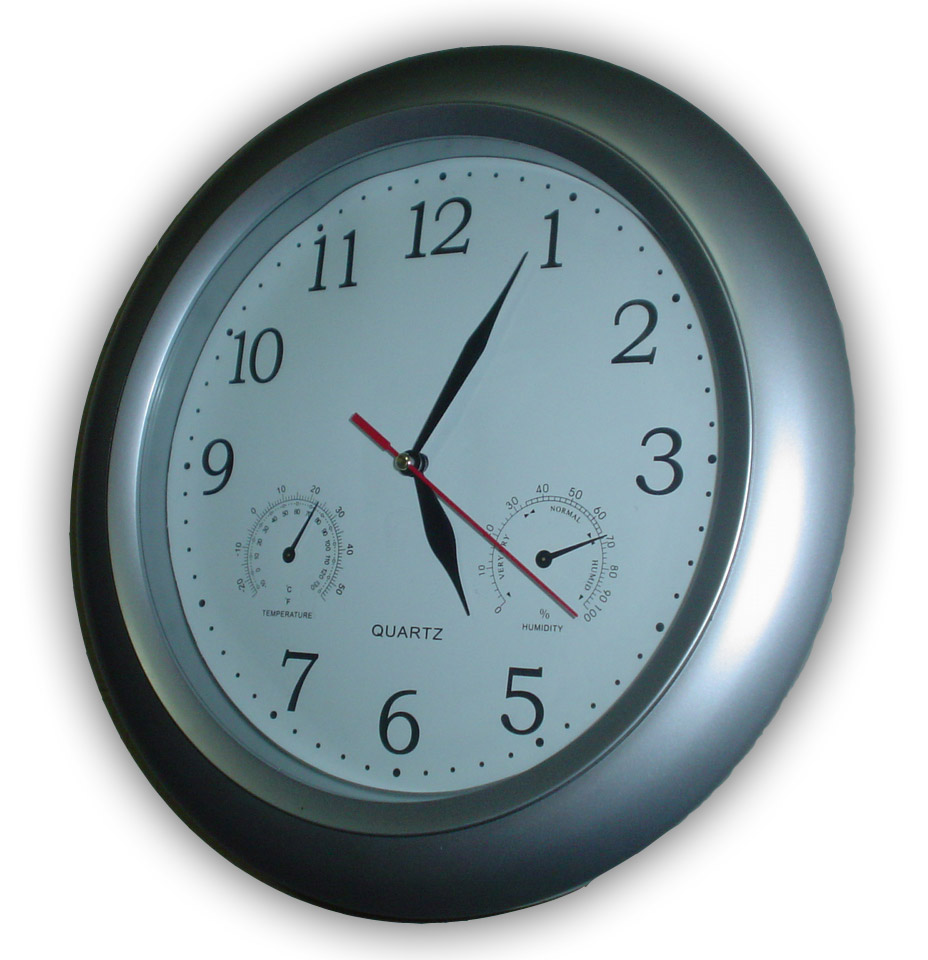
Циферблат настінного годинника з трьома шкалами для відліку часу, температури та вологості повітря

Цифербла́т (нім. zifferblatt, від ziffer — цифра + blatt — лист, аркуш) — панель приладу, наприклад, годинника, з числами, пластина з розміщеними по колу поділками, що позначають години, хвилини або інші одиниці вимірювання, і з написаними біля них числами (використовується у годинниках та інших вимірювальних приладах, наприклад, в секундомірах, індикаторах годинникового типу, циферблатних вагах чи курвиметрах).
У сонячному годиннику, залежно від типу і розміщення площини, на яку падає тінь стрижня, розрізняють екваторіальні, горизонтальні і вертикальні циферблати.